# Chiesa di San Leopoldo (Follonica)
La chiesa di San Leopoldo si trova nel centro di Follonica, precisamente in piazza della Chiesa.
La chiesa, di stampo neoclassico, a croce latina, è stata progettata dagli architetti Alessandro Manetti e Carlo Reishammer, realizzata tra il 1836 e il 1838, e consacrata nell'anno 1838 alla presenza del granduca Leopoldo II di Toscana.
Fu la prima chiesa italiana a comprendere numerosi elementi in ghisa, come il sagrato, il rosone della facciata e l'abside, identificabili nell'esterno della struttura; in ghisa sono anche la punta del campanile (costruito con travertino della vicina Valpiana), come alcuni arredi interni, tutti prodotti nelle Regie Fonderie Follonichesi, poste di fronte alla stessa chiesa dal 1836, quando fu deciso dal Granducato di Toscana, di fare di Follonica la sede della Regia amministrazione delle miniere di rio e fonderie del ferro.
L'interno è arricchito da decorazioni parietali realizzate da Giuseppe Castellucci nel 1928, da un tabernacolo in marmo e da un fonte battesimale eseguiti da Lorenzo Nencini nel 1841.

## Storia

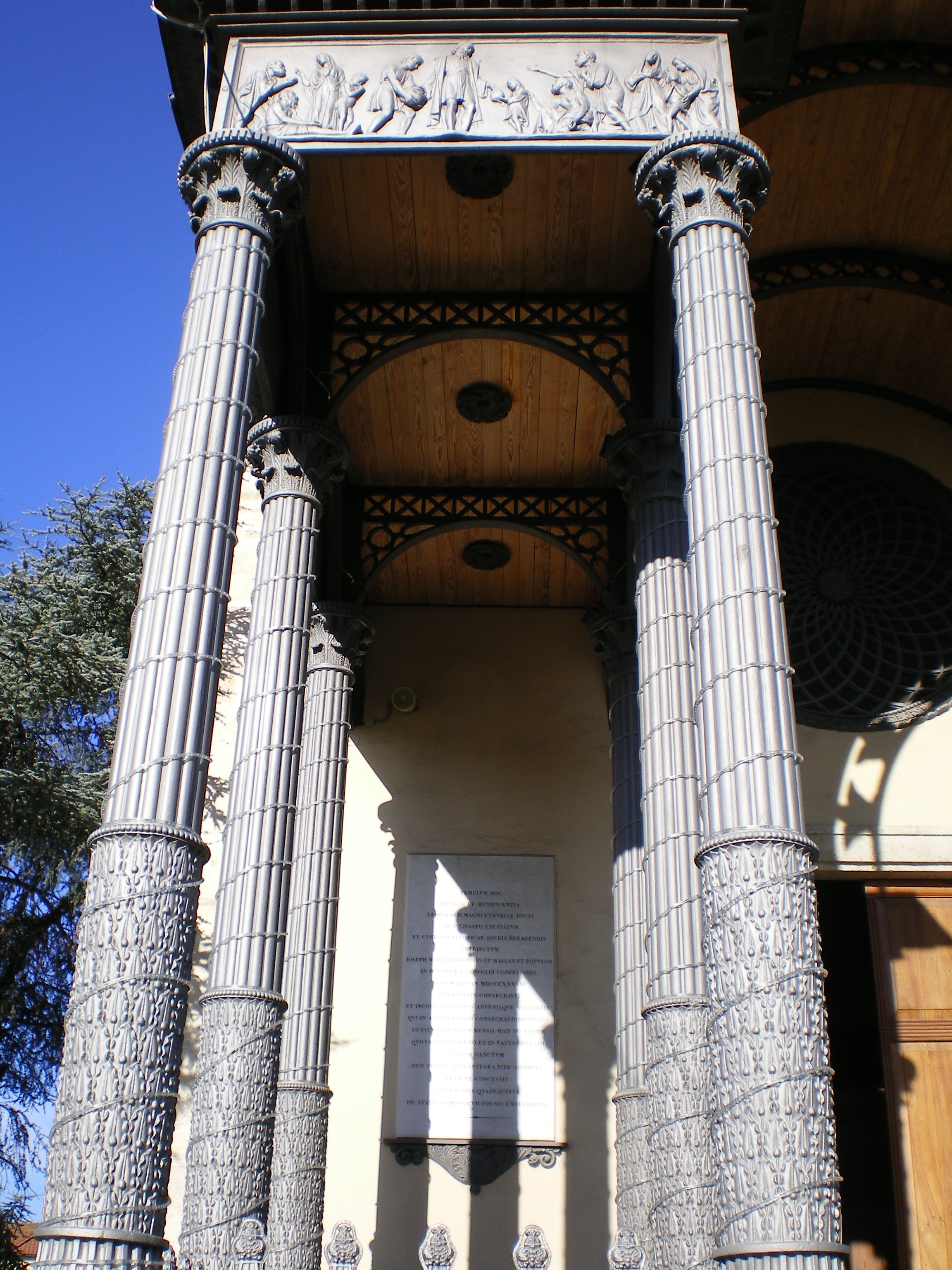
Colonne e parte del Sagrato della chiesa di San Leopoldo, Follonica

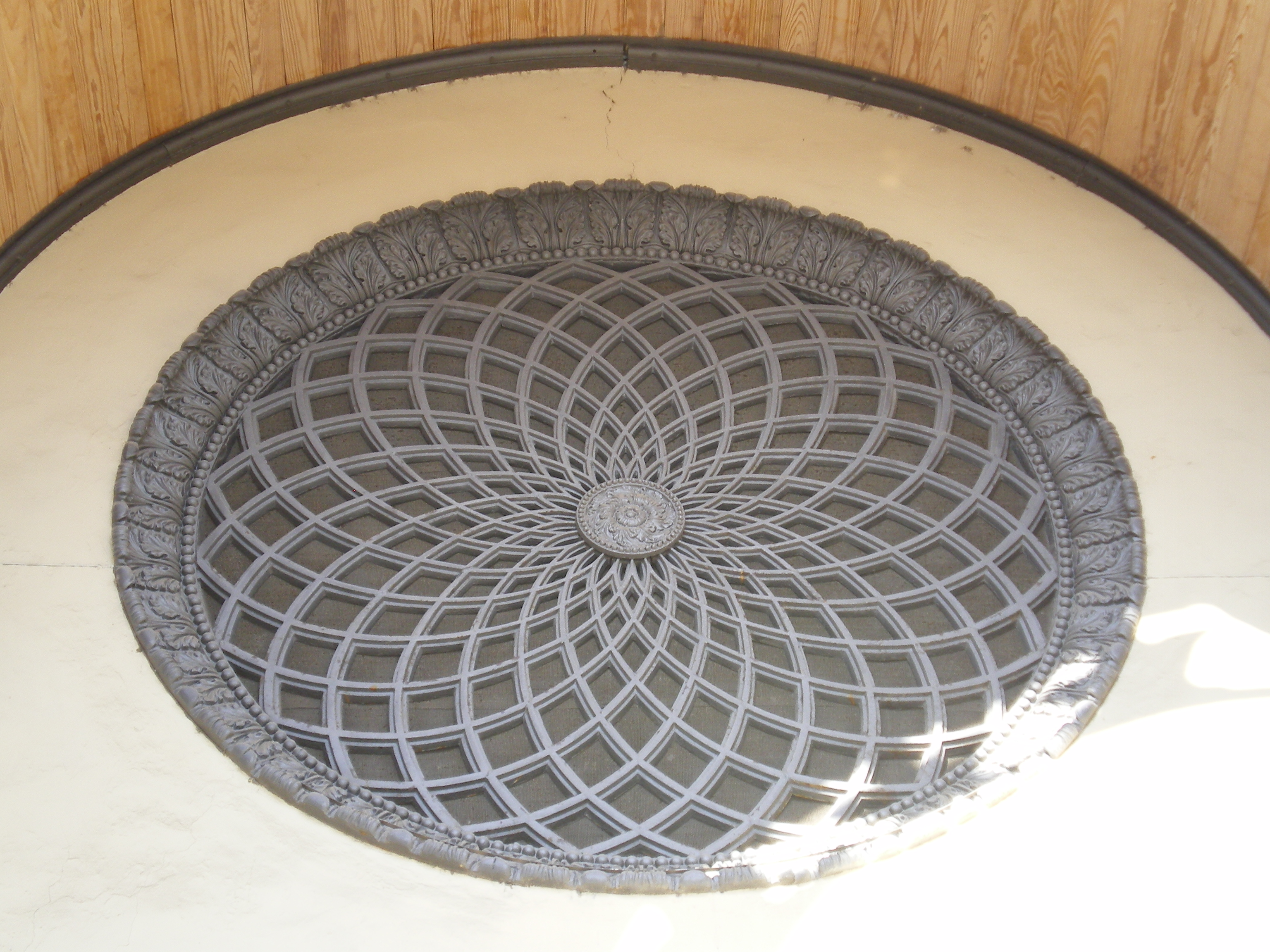
Rosone della chiesa di San Leopoldo, Follonica

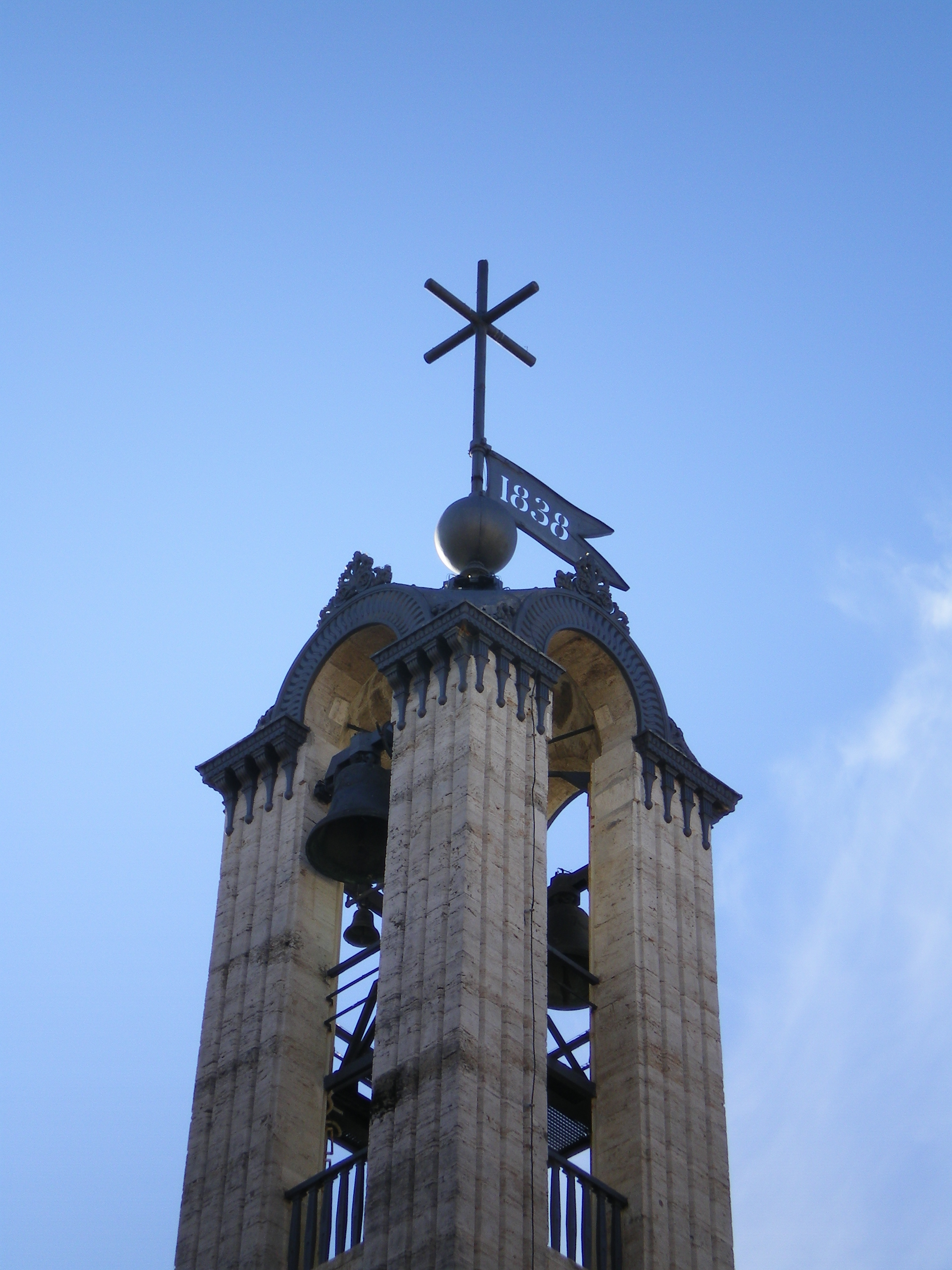
Campanile della chiesa di San Leopoldo, Follonica

Prima della costruzione della chiesa, l'abitato di Follonica apparteneva alla chiesa rurale del limitrofo castello di Valle; nel tempo, questa pieve si rivelò insufficiente, a tal punto da rendere necessaria la costruzione di una più ampia chiesa parrocchiale.
Anche il commissario regio Giuseppe Gazzeri sostenne che "l'Amministrazione riguardando come utile, e conveniente lo stabilimento della Parrocchia in Follonica, anziché opporvisi, lo desidera, ed è disposta a fare quanto dipende per favorirlo".
La richiesta venne tuttavia accolta dal governo toscano solamente nel 1836: nello stesso anno, il granduca Leopoldo II, durante una visita in Maremma, si fermò alcuni giorni a Follonica e scelse il luogo dove la chiesa avrebbe dovuto sorgere, ordinando peraltro che la Regia Fonderia potesse cingersi di una cinta muraria, come in ogni "vera regolata amministrazione".
Alessandro Manetti fu incaricato da Leopoldo II del progetto della chiesa e le prime istruzioni per l'allestimento del cantiere furono consegnate nel maggio 1836.
I lavori, iniziati per essere sospesi a giugno, ripresero nell'inverno successivo; nel gennaio 1837, causa la cattiva stagione, era stato completato solamente il basamento, mentre, prima della sospensione estiva, tutto l'edificio eretto era stato coperto alla sommità con legname come provvisorio riparo della chiesa dalle intemperie.
Durante la stessa estate del 1837, Alessandro Manetti chiamò a collaborare ai lavori l'architetto Carlo Reishammer, in particolare lo incaricò dei disegni esecutivi delle decorazioni, e tra questi quelli relativi al pronao in ferro fuso.
Con la ripresa dei lavori, nell'inverno 1837-1838, furono ultimate tutte le opere necessarie per consentire la consacrazione della chiesa nel maggio 1838, alla presenza di Leopoldo II, della granduchessa Maria Antonia, e di numerose autorità religiose e amministrative.
Al momento della consacrazione della chiesa, il pronao era stato concluso con una copertura sostenuta dai soli archetti in ghisa, privo della cornice e del fregio, dove vennero posti i bassorilievi che Lorenzo Nencini eseguì nel 1841. Il pronao venne infatti concluso in data seguente al 1838 in quanto si diffuse un'epidemia di vaiolo arabo.
I lavori alla chiesa ripresero con ordine solo nel 1840: sulla facciata, a ricordo della consacrazione, furono poste due incisioni in latino, mentre nel 1841, oltre le opere del succitato Nencini, Reishammer consegnò i disegni del confessionali e del pulpito, anch'esso in ghisa, e terminò il pronao, anche con decorazioni al di sotto del legname, come borchie e rosette, in ferro fuso.
Si può ritenere che la chiesa di San Leopoldo in Follonica sia stata definitivamente ultimata nel 1842.